# Cortes de Monzón (1376-1377)
Las Cortes Generales de la Corona de Aragón de 1376-1377 fueron convocadas por el rey Pedro IV el Ceremonioso para reunirse en Monzón para noviembre de 1375, pero fueron pospuestas hasta el 27 de marzo de 1376. Fueron convocadas con el propósito de recibir subsidios para la guerra contra el duque Luis I de Anjou y para la defensa de Cerdeña. Las Cortes no fueron clausuradas y su última sesión es del 20 de enero de 1377.
| Predecesor: Cortes de Monzón (1362)       | Cortes Generales de la Corona de Aragón 1376-1377 | Sucesor: Cortes de Monzón-Fraga (1383) |
| Predecesor: Cortes de Tamarite (1375)     | Cortes del Reino de Aragón 1376-1377              | Sucesor: Cortes de Zaragoza (1381)     |
| Predecesor: Cortes de Lérida (1375)       | Cortes Catalanas 1376-1377                        | Sucesor: Cortes de Barcelona (1377)    |
| Predecesor: Cortes de Villarreal-Valencia | Cortes del Reino de Valencia 1376-1377            | Sucesor: Cortes de Monzón-Fraga (1383) |